# Paul Etheredge
Paul Etheredge, znany także jako Paul Etheredge-Ouzts (ur. 11 czerwca 1968 w Fort Worth, w stanie Teksas) – amerykański scenograf, reżyser, scenarzysta i producent filmowy. Pracuje także dla telewizji.

## Życiorys
Współpracował przy produkcji filmu Dirka Shafera Circuit z 2001 roku. W roku 2004 zabłysnął jako twórca horroru HellBent, przez media określonego mianem pierwszego gejowskiego slashera (bohaterami było bowiem pięciu gejów). Etheredge wyreżyserował film do własnego scenariusza, a podczas Milan International Lesbian and Gay Film Festival w 2005 roku odebrał za swoją pracę nagrodę specjalną. W 2007 roku napisał scenariusz do jednego z odcinków serialu LGBT Hotel Dantego (Dante's Cove). Wcześniej, do roku 2000, pracował jako współpracownik wydziału scenografii na planach licznych filmów. Jest zdeklarowanym homoseksualistą.

## Filmografia
scenograf
- 2000: Mambo Café
- 2000: Na pierwszy rzut oka (Things You Can Tell Just by Looking at Her)
- 1999: The Phantom Eye
- 1999: The Stranger
- 1997: Six Ways to Sunday
- 1997: Love God
- 1997: Sypiać ze sobą (Sleeping Together)
- 1997: The Sticky Fingers of Time
- 1996: Mignął Andy Warhol (I Shot Andy Warhol)
- 1995: Stonewall
- 1995: Ryzykowne związki (Cafe Society)
- 1993: Cios w serce (Murder in the Heartland)
- 1993: Ponętna siostra Lucyfera (Hexed)
- 1992: Ruby
- 1992: Przestępca jest wśród nas (Fugitive Among Us)
- 1991: JFK

reżyser
- 2009: Anioł śmierci
- 2008: Pretty Ugly People (pierwszy asystent reżysera)
- 2008: Sherman's Way (pierwszy asystent reżysera)
- 2007: Buried Alive
- 2005: American Fusion (pierwszy asystent reżysera)
- 2004: HellBent
- 2004: The Vision (pierwszy asystent reżysera)
- 2003: Uh Oh! (pierwszy asystent reżysera)
- 2001: Circuit (dodatkowy pierwszy asystent reżysera)

scenarzysta
- 2009: Krentz Presentz: Tyrannosaurus Rex!
- 2007: Hotel Dantego (Dante's Cove)
- 2007: Vermilion
- 2004: HellBent

producent
- 2009: Anioł śmierci
- 2009: Krentz Presentz: Tyrannosaurus Rex!
- 2007: Buried Alive
- 2005: The Civilization of Maxwell Bright
- 2001: Circuit